# Royalty-free
Royalty-free è un tipo di licenza che permette l'utilizzo di una risorsa (foto, video, audio, eccetera) con limitate restrizioni sul suo utilizzo e pagando una cifra iniziale estremamente contenuta.

## Definizione
Royalty-free è un termine che indica una tipologia di contratto fra due entità (agenzia ed utilizzatore o utente), che avviene quando la prima concede il diritto alla seconda di utilizzare una risorsa, ad esempio una fotografia o un brano musicale. Il termine royalty-free significa che una volta che la licenza è stata acquisita, l'utente può utilizzare la risorsa senza limiti di tempo e spazio senza dover sostenere ulteriori costi, naturalmente seguendo le linee guida della licenza stessa.
Il concetto di royalty-free deriva da quello di copyright, il quale permette all'autore ed all'editore di un'opera di essere gli unici utilizzatori di questa, decidendo di richiedere il pagamento per il suo utilizzo.
Opposta alla licenza royalty-free troviamo la licenza rights-managed, secondo la quale l'utente riceve il diritto di utilizzare una risorsa in maniera molto specifica, con restrizioni che possono riguardare la lunghezza di tempo, il luogo geografico, il tipo di industria, la dimensione, eccetera. Il nome rights-managed deriva dal fatto che è l'agenzia a gestire (to manage, in inglese) i diritti di pubblicazione della risorsa.

## Significato e cattiva traduzione del termine
Royalty free non significa che l'utente sia libero di utilizzare la risorsa (fotografia, audio o video che sia) indiscriminatamente; il termine stabilisce solamente uno specifico contratto tra le due entità. Il licenziatario, di solito il creatore del contenuto, rimane comunque sempre proprietario di tutti i diritti legati all'opera prodotta, compreso il diritto di distribuirla o di permetterne la distribuzione.
La confusione nasce dalla traduzione errata che viene data del termine su alcuni siti e dall'impossibilità di trovare un corrispondente che abbia la stessa efficacia tradotto. Per esempio in italiano il termine royalty-free viene spesso erroneamente tradotto con licenza "libera da diritti", dando l'impressione che il file non abbia nessuna forma di licenza e che sia quindi riproducibile liberamente senza necessità di sostenere alcun costo. Il nome significa letteralmente "libero (dal pagamento di) royalties" (a fronte di ogni utilizzo della risorsa), cosa che invece accade con i file rights-managed.
L'utente dovrà farsi onere di altre spese (se ci sono) legate a usi particolari e sfruttamento dell'opera che variano da paese a paese.
Quindi per esempio in Italia se viene pubblicato un CD musicale con musica acquisita in "royalties free" l'utente dovrà farsi onere delle eventuali spese relative alla SIAE che variano in funzione all'uso e alla destinazione del supporto.
Anche se la musica acquisita non fosse tutelata da alcuna società di gestione del diritto d'autore, per legge, il cliente deve farsi onere dell'acquisto dei contrassegni SIAE (detti bollini) dovuti per opere non tutelate.

## Costo dei contenuti
Solitamente, il costo pagato per l'utilizzo di un'immagine royalty-free corrisponde alle caratteristiche tecniche del contenuto. Per esempio, maggiore è la grandezza di una fotografia digitale (misurata in pixel), maggiore sarà la cifra richiesta per il suo utilizzo; secondo lo stesso principio, per un file video il fattore determinante il costo sarà la qualità del video, mentre per un brano musicale la durata. Questa variazione di prezzo è data dall'idea alla base del concetto di royalty-free, cioè che l'utente potrà trarre maggiori benefici dall'utilizzo di un'immagine con un'alta risoluzione (ad esempio potendo stampe più grandi o file multimediali più complessi).
La cifra che un utente deve pagare per acquistare una fotografia per un utilizzo su una rivista dipende essenzialmente da 2 parametri: dimensioni della stampa (doppia pagina, pagina intera, mezza pagina, un quarto di pagina, un ottavo di pagina) e tiratura della rivista.
Le cifre per l'acquisto con licenza royalty-free di filmati video, tracce audio, animazioni flash o immagini vettoriali possono variare dai pochi euro fino a qualche decina di euro.

## Limitazioni della licenza royalty-free
Limitazioni della licenza possono riguardare il numero di copie riprodotte (si parla comunque di diverse centinaia di migliaia di copie riproducibili, ad esempio 500.000), il numero di persone che possono utilizzare il file (la licenza è personale e non trasferibile) ed il tipo di materiale sul quale il file viene riprodotto; per superare questi limiti esistono estensioni della licenza che permettono di riprodurre il file illimitatamente, da parte di più persone e su prodotti particolari.